# 22809 Kensiequade
22809 Kensiequade este un asteroid din centura principală de asteroizi.

## Descriere
22809 Kensiequade este un asteroid din centura principală de asteroizi. A fost descoperit pe 7 septembrie 1999 la Socorro, New Mexico, în cadrul proiectului LINEAR. Asteroidul prezintă o orbită caracterizată de o semiaxă mare de 2,34 ua, o excentricitate de 0,19 și o înclinație de 2,2° în raport cu ecliptica.